# دايمك (غرمسار كرمان)
دایمك (بالفارسية: دایمک) هي قرية تقع في إيران في قسم مردهك الریفي. يقدر عدد سكانها بـ 0 نسمة بحسب إحصاء 2016.